# François van Loo
Pour les autres membres de la famille, voir Van Loo.

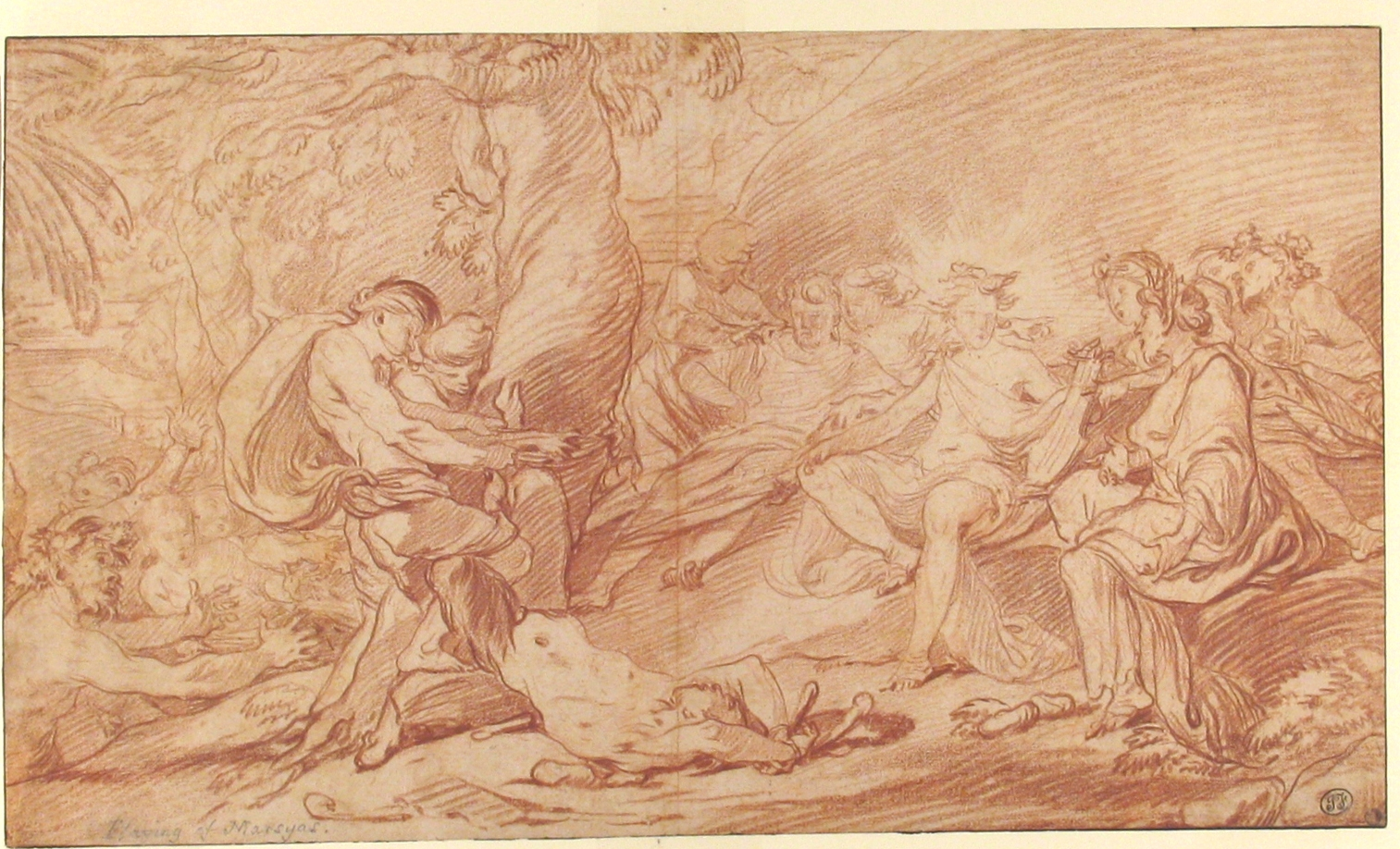
L'Écorchement de Marsyas.

François van Loo, né à Aix-en-Provence le 8 novembre 1708 et mort à Turin en 1732, est un peintre français. Il est le frère des peintres Louis-Michel van Loo et Charles Amédée Philippe van Loo.

## Biographie
Deuxième fils de Jean-Baptiste van Loo et Marguerite Le Brun, il apprend les bases du dessin auprès de son père, installé à Aix-en-Provence puis en Italie de 1714 à 1719 : resté à Turin avec sa mère, il ne rejoint son père à Rome qu'en 1717. Mais c'est surtout à Paris, à l'hôtel de Bourbon-Soissons où vit la famille, protégée par le prince de Carignan, qu'il poursuit sa formation. 
Au mois de mai 1728, il arrive à l'Académie de France à Rome en qualité d'externe, accompagné de son frère aîné Louis-Michel, son oncle Carle et le jeune François Boucher, grâce à la protection du duc d'Antin. La Correspondance des directeurs précise que Van Loo, « qui a remporté des prix à Rome » est recommandé par le cardinal de Rohan, prié par la princesse Pamphilj, à d’Antin pour une place à l’Académie en 1730. Vleughels assure d’Antin le 16 février qu’« avec les talens qu’il a reçeu du ciel, il deviendra très habile, car il y a de quoi faire un excellent sujet. » Au cours de son séjour au Palais Mancini, Van Loo copie la Vénus de Véronèse qui se trouve dans le palais Colonna (1730, puis une 2e copie un an plus tard), le Saint Michel de Reni (avant 1730) et une Galatée (avant 1732). En 1731, le directeur écrit que Van Loo sera, s’il continue, « un très bon sujet », s’il se garde des flatteries qu’on lui fait. Il le répète un an plus tard et, même s’il signale que Van Loo est « très jeune et mal élevé », il promet qu'« il deviendra excellent ». 
En mai 1732, François van Loo quitte Rome afin de rejoindre son oncle à Florence, pour retourner ensemble à Paris. Cependant il est victime à Turin d'un accident à cheval, au cours duquel il perd la vie. À la fin du mois de juillet, Vleughels annonce affligé à d’Antin la nouvelle de sa mort.

## Principales œuvres
Les œuvres connues proviennent de la vente après décès de son frère Louis-Michel à Paris en novembre 1772 :
- Triomphe de Galatée, 1732, Fontainebleau, Musée national du château
- Femme nue couchée sur le dos, vente Christie's, Paris, 26 juin 2002, lot no 46
- Femme nue endormie, localisation inconnue
- Académie d’homme, localisation inconnue
- Don-8

Le musée du Louvre et le musée Arbaud à Aix conservent des dessins de François van Loo.